# Spoorlijn Ettelbruck - Grevenmacher
De Spoorlijn Ettelbruck - Grevenmacher is een voor het grootste gedeelte opgebroken lijn in Luxemburg. Het huidige gedeelte tussen Ettelbruck en Diekirch is 4,1 km lang en heeft nummer CFL Lijn 1a. Voorheen was de lijn 58,7 km lang.

## Geschiedenis
Het gedeelte tussen Ettelbruck en Diekirch werd op 16 november 1862 door de Compagnie Grande Luxembourg (GL) geopend. Het traject tussen Diekirch en Grevenmacher werd geopend tussen 1873 en 1891 door de Société Anonyme Luxembourgeoise des Chemins de fer et Minières Prince Henri.
Verkeer tussen Echternach en Grevenmacher werd opgeheven in 1963. Een jaar later ook tussen Diekirch en Echternach. Daarna werden beide gedeeltes opgebroken.

## Aansluitingen
In de volgende plaatsen is of was er een aansluiting op de volgende spoorlijnen:
Ettelbruck
CFL 1, spoorlijn tussen Luxemburg en Troisvierges
CFL 2a, spoorlijn tussen Pétange en Ettelbruck
Wasserbillig
CFL 3, spoorlijn tussen Luxemburg en Wasserbillig
DB 3140, spoorlijn tussen Ehrang en Igel

## Elektrificatie
Het traject tussen Ettelbruck en Diekirch werd in 1988 geëlektrificeerd met een spanning van 25.000 volt 50 Hz.
CFL Lijn 1:
Luxemburg · Pfaffenthal-Kirchberg · Dommeldange · Walferdange · Heisdorf · Lorentzweiler · Lintgen · Mersch · Cruchten · Colmar-Berg · Schieren · Ettelbruck · Michelau · Goebelsmühle · Kautenbach · Wilwerwiltz · Drauffelt · Clervaux · Maulusmühle · Troisvierges · Bellain

CFL Lijn 1a: Ettelbruck · Diekirch

CFL Lijn 1b: Kautenbach · Merkholtz · Paradiso · Wiltz · Winseler · Schleif · Schimpach-Wampach
Zie ook: CFL Lijn 2 · CFL Lijn 3 · CFL Lijn 4 · CFL Lijn 5 · CFL Lijn 6 · CFL Lijn 6a · CFL Lijn 6b · CFL Lijn 6c · CFL Lijn 7